# Maarten van de Donk
Maarten van de Donk (Gorinchem, 1970) is een Nederlandse politicus en bestuurder. Hij was lid van de VVD.

## Biografie

### Opleiding en maatschappelijke loopbaan
Van de Donk ging van 1982 tot 1984 naar het Merletcollege in Cuijk en van 1984 tot 1990 naar het Dr. Mollercollege in Waalwijk naar de havo en het vwo. Daarna studeerde hij van 1990 tot 1997 maatschappijgeschiedenis aan de Erasmus Universiteit Rotterdam.
Van 2006 tot 2012 werkte Van de Donk als senior adviseur bij Seinpost Adviesbureau in Arnhem en sinds 2012 is hij werkzaam als senior adviseur en trainer bij Radar Advies in Amsterdam, een adviesbureau voor sociale vraagstukken. Daar houdt hij zich bezig met jeugd en radicalisering.

### Politieke loopbaan
Van 1998 tot 2006 was Van de Donk dagelijks bestuurder/portefeuillehouder van de deelgemeente Rotterdam-Noord. Van 2010 tot 2017 was hij gemeenteraadslid van Rotterdam, waarin hij ook een tijd VVD-fractievoorzitter was.

#### Burgemeester van Hilvarenbeek
Op 24 oktober 2019 werd Van de Donk door de gemeenteraad van Hilvarenbeek voorgedragen als burgemeester. Op 28 november maakte de gemeente bekend dat Van de Donk zich heeft teruggetrokken wegens persoonlijke redenen.

### Persoonlijk
Van de Donk is getrouwd, heeft een zoon en dochter en is woonachtig in Rotterdam. Hij is geboren in Gorinchem en getogen in Haps en Waalwijk.